# Lago Agrio (oljefält)
Lago Agrio är ett oljefält i Ecuador.   Det ligger i provinsen Sucumbíos, i den nordöstra delen av landet, 170 km öster om huvudstaden Quito. Lago Agrio ligger 320 meter över havet.
Terrängen runt Lago Agrio är platt. Runt Lago Agrio är det ganska tätbefolkat, med 67 invånare per kvadratkilometer. Närmaste större samhälle är Nueva Loja, 11,8 km öster om Lago Agrio. I omgivningarna runt Lago Agrio växer i huvudsak städsegrön lövskog.